# Royston Drenthe
Royston Ricky Drenthe, né le 8 avril 1987 à Rotterdam, est un footballeur international néerlandais qui joue au poste de milieu de terrain au Racing Murcie.

## Biographie
Il joue au poste de défenseur gauche et parfois milieu dans le club espagnol du Real Madrid. Il est parfois comparé à Edgar Davids du fait de sa nationalité, sa ressemblance physique et sa hargne sur le terrain qui lui a valu le surnom de « Pitbull ». Il est aussi très technique ballon au pied.
Après avoir été courtisé par les plus grands clubs européens, il est transféré le 9 août 2007 au Real Madrid pour un montant d'environ 14 millions d'euros en provenance du Feyenoord Rotterdam. Il est officiellement présenté dans son nouveau club le 13 août 2007. Lors de son premier match officiel avec le Real Madrid, la finale retour de la Supercoupe d'Espagne contre le FC Séville, il marque un magnifique but, de 30 mètres, qui se loge sous la barre. Le Real s'incline par la suite 5-3.
Il marque son premier but en Liga, le 10 février lors de l'éclatante victoire 7-0 de son équipe sur Valladolid.
Le 31 août 2011, il est prêté par le Real Madrid à Hércules Alicante (20 matchs 4 but) puis à Everton jusqu'à la fin de la saison. Il prend part à 27 matchs (4 buts) avant de réintégrer l'effectif du Real qui le libère le 1er juillet.
En fin de contrat en juin 2012, il reste six mois sans club avant de s'engager le 23 décembre 2012 avec le club russe du FK Alania Vladikavkaz. 
Le vendredi 14 juin 2013, Reading FC a annoncé que Drenthe avait signé pour le club pour trois saisons. Il est arrivé gratuitement depuis le club FK Alania Vladikavkaz. Après avoir été prêté à Sheffield Wednesday lors de la première moitié de saison 2014-2015, il rejoint finalement le club turc Kayseri Erciyesspor lors du mercato hivernal.
Sans contrat après un an aux Emirats Arabes Unis (Baniyas SC), le joueur se retrouve sans contrat en juin 2016. Annoncé un temps à Waasland-Beveren (Belgique), le deal ne se fera finalement pas. Royston Drenthe annonce en février 2017 l'arrêt de sa carrière de footballeur, et décide de se consacrer à la musique rap, qu'il pratique sous le nom de Roya2Faces. Il revient dans le football au début de la saison 2018-2019 avec le Sparta Rotterdam.

## Affaire racisme
Royston Drenthe a accusé Lionel Messi de l'avoir traité de « noir ». Dans une interview accordée au site nusport.nl, Drenthe, alors joueur d'Everton, a affirmé avoir « souvent joué contre Messi ces dernières années » et avoir rencontré des « problèmes » à chaque rencontre. Selon Drenthe, Messi l'appelait régulièrement « el negro » lors de leurs confrontations. Il se souvient particulièrement d'un match au début de la saison 2010-2011, lorsque son club, Hércules Alicante, avait battu le FC Barcelone au Camp Nou (0-2). Messi lui aurait serré la main en répétant « Salut le noir » et ne l'aurait pas salué après le match. Drenthe a conclu en plaisantant qu'il ne pensait pas que Messi l'inviterait à son anniversaire.

## Palmarès
Avec les Pays-Bas : 
- Vainqueur du Championnat d'Europe de football Espoirs 2007.
- Meilleur joueur du Championnat d'Europe de football Espoirs 2007.

Avec le Real Madrid :
- Champion d'Espagne : 2008.
- Vainqueur de la Supercoupe d'Espagne : 2008.
- Finaliste de la Supercoupe d'Espagne : 2007.

## Statistiques
| Saison    | Club                                | Championnat Matches/buts | Coupes continentales Matches/buts | Coupes nationales Matches/buts | Supercoupe Nationale Matches/buts |
| 2005-2006 | Feyenoord Rotterdam ( Pays-Bas)     | 3 (0)                    | -                                 | 1 (0)                          | -                                 |
| 2006-2007 | Feyenoord Rotterdam ( Pays-Bas)     | 26 (0)                   | 4 (0) (C3)                        | 3 (0)                          | -                                 |
| 2007-2008 | Real Madrid ( Espagne)              | 18 (2)                   | 4 (0) (C1)                        | 3 (0)                          | 1 (1)                             |
| 2008-2009 | Real Madrid ( Espagne)              | 20 (0)                   | 5 (0) (C1)                        | 3 (0)                          | -                                 |
| 2009-2010 | Real Madrid ( Espagne)              | 8 (0)                    | 2 (1) (C1)                        | 1 (0)                          | -                                 |
| 2010-2011 | Hercules Alicante ( Espagne)        | 20 (4)                   | 0 (0)                             | 0 (0)                          | 0 (0)                             |
| 2011-2012 | Everton FC ( Angleterre)            | 21 (3)                   | 0 (0)                             | 6 (1)                          | 0 (0)                             |
| 2012-2013 | FK Alania Vladikavkaz ( Russie)     | 6 (3)                    | 0 (0)                             | 0 (0)                          | 0 (0)                             |
| 2013-     | Reading Football Club ( Angleterre) | 12 (0)                   | 0 (0)                             | 1 (0)                          | 0 (0)                             |

 Dernière mise à jour le 22 janvier 2014